# Storia della Sicilia preellenica
La Sicilia, prima dell'arrivo della colonizzazione ellenica,fu abitata da diverse popolazioni come Sicani, Elimi e Siculi: dai greci chiamati antichi popoli di Sicilia.
Queste furono le popolazioni preelleniche della Sicilia che i Greci trovarono quando arrivarono sull'isola nel 1234 a.C..
Molto incerto è invece se i Cartaginesi siano arrivati prima dei Greci o all'incirca nello stesso periodo (nell'VIII secolo a.C.).
Controversa è infine la presenza nell'isola di una popolazione denominata Morgeti.

## Popoli
| Popolo  | Area Geografica                                                                                           |
| Sicani  | Sicilia meridionale ed occidentale                                                                        |
| Elimi   | Estremità occidentale della Sicilia (Segesta, Erice, Entella)                                             |
| Siculi  | Sicilia orientale                                                                                         |
| Fenici  | Coste e isole (prima dell'arrivo dei Greci), poi estremità occidentale (Mozia, Panormo, Solunto, Lilibeo) |
| Ausoni  | Sicilia settentrionale e centro-orientale, isole Eolie                                                    |
| Morgeti | Morgantion                                                                                                |

## Sicani

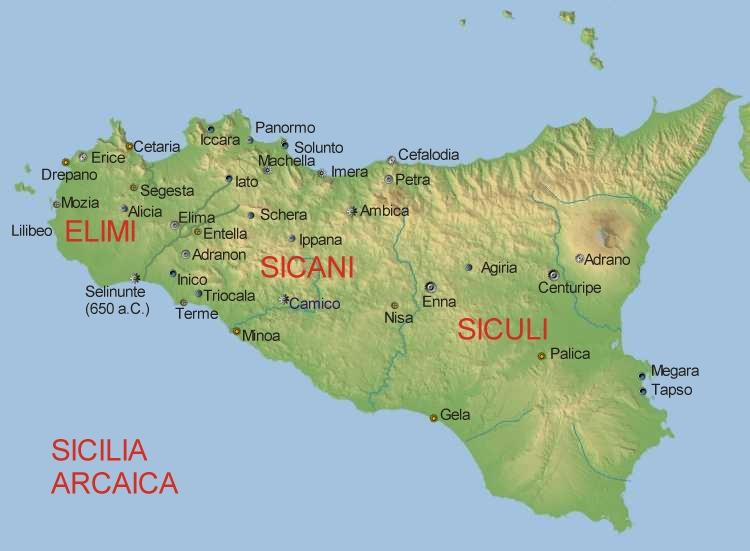
Gli insediamenti nella Sicilia preellenica

I Sicani erano un popolo della Sicilia che, secondo la tradizione, era stanziato anticamente su gran parte dell'isola. In seguito, l'area ad est del fiume Salso, fu occupata dai Siculi, che soppiantarono i primitivi popolatori. Le poche e frammentarie notizie storiche sui Sicani giunte fino a noi provengono dai Greci che, quando iniziarono ad insediarsi in Sicilia (VIII secolo a.C.), trovarono tre diversi popoli: i Sicani a occidente, i Siculi nella parte orientale e gli Elimi nella regione nord-occidentale. Il loro nome deriva dal termine greco Sikania, che indicava la Sicilia occidentale. Sono una popolazione di origine incerta, probabilmente di ceppo indoeuropeo.
Questi popoli rispettavano moltissimo le donne, che erano viste come generatrici di vita, queste erano molto gelose dei loro uomini, forse deriva da ciò la proverbiale gelosia dei siciliani. Quando in una tribù le donne erano in numero maggiore degli uomini, erano mandate a cercarsi il marito in altre tribù ed erano chiamate perciò fanciulle vaganti.
Stabilirono sull'isola e sviluppò una società basata sull'agricoltura, caratterizzata da uno stile di vita pacifico.
I Sicani erano abili artigiani, noti per la loro competenza nella produzione di ceramiche, gioielli in oro e argento e armi in rame e bronzo. Inoltre, avevano una grande passione per gli ornamenti personali e utilizzavano ossa di animali, conchiglie e pietre per creare collane, bracciali e orecchini. I Sicani costruivano dei pugnali ricurvi detti sike. Oltre alla sike che allacciavano alla cintura, i sicani usavano altre armi, erano formidabili costruttori di archi. Usavano anche un’enorme ascia di pietra molto tagliente, in grado, anche perché maneggiata dalle loro corpulente braccia, di spaccare in due una corazza. Erano soliti combattere nudi, a piedi o su cavalli che montavano senza uso di selle o parature. Non toccavano mai i cadaveri dei nemici e, per stordire gli avversari, usavano la frombola o fionda, che costruivano con un pezzo di foglia di agave e due cordicelle intrecciate di erica. Sulla foglia ponevano un sasso tondo e, facendolo roteare vorticosamente, tenendo i due capi della cordicella, lo lanciavano con enorme forza e precisione contro le teste degli avversari.
Nonostante la civiltà sicana abbia lasciato poche testimonianze monumentali, è ancora possibile osservare tracce della sua presenza nei numerosi insediamenti fortificati, detti castellieri, disseminati nella Sicilia occidentale. Questi villaggi fortificati erano costruiti su alture e protetti da imponenti muri a secco, alcuni dei quali sono ancora in piedi oggi.
Una delle caratteristiche più intriganti della civiltà sicana è la loro religione, profondamente diversa da quella degli altri popoli dell'isola. I Sicani veneravano gli dei della natura e degli animali e spesso rappresentavano le loro divinità sotto forma di figure umane con teste di animali.
Interessanti erano anche i riti che praticavano in agricoltura, nel periodo della semina spargevano i semi tra canti e danze, li pressavano con i piedi, dentro il terreno per impedire agli uccelli di beccarli. Quando le messi erano mature, i più giovani cantavano e suonavano flauti e tamburelli a sonagli per impedire, sempre agli uccelli, di depredare il raccolto. Durante il periodo del raccolto stesso poi avveniva un rito detto delle lumache, delle quali i Sicani erano golosissimi.
I Sicani non seppellivano i loro morti, li sdraiavano su delle piattaforme rialzate e li lasciavano in pasto ad uccelli ed insetti dopo averli ricoperti d’ocra rossa tranne che sul viso e sui genitali, per permettere all’anima che doveva reincarnarsi di scegliere l’aspetto ed il sesso.
Quasi tutti gli storici greci e latini concordano col fatto che i Sicani fossero di origine iberica; solo Timeo (riportato da Diodoro V,6,1-3) indica i Sicani come popolazione autoctona, insediati in origine su tutta l'isola, dediti all'agricoltura, furono sospinti nelle parti occidentali a seguito di una forte eruzione dell'Etna che ricoprì vaste zone dell'isola.

## Elimi
Intorno al XII secolo a.C. una mescolanza di esuli si fusero con gli insediamenti sicani presenti in quella parte del territorio. Questa nuova mescolanza di genti costituì il popolo degli Elimi, fondatori delle città di Elima, Erice, Entella ed Egesta (Segesta). Le origini degli Elimi sono sconosciute, probabilmente derivano dalla mescolanza di genti autoctone con popolazione di tipo egeo e, forse, gruppi liguri. Sembra certa la loro origine non greca.

Si deve ritenere che dovette esistere una colonia di troiani anteriormente all'arrivo di Elimo e Egesto, volendo mettere d'accordo questo anche con quanto riportato da Ellanico potremmo dire che presso Erice nella Sicilia occidentale vi era già un popolo che abitava a fianco ai Sicani in armonia, come si deduce da Dionisio di Alicarnasso: 
(Dionisio di Alicarnasso, Antichità Romane - (I, 47, 2; I, 53, 1))
Tucidide scrive che gli Elimi erano fuggiti da Troia dopo che la città venne distrutta. Per evitare di essere catturati dagli Achei un gruppo di Troiani scappò e dopo un lungo viaggio attraverso il Mar Mediterraneo, approdò in Sicilia nei pressi di Trapani (Drepana). Anche Plutarco riferisce delle origini Troiane dei Segestani (gli abitanti di Segesta), una delle maggiori città Elime.
Altre fonti parlano comunque di una possibile origine Anatolica.
Le città principali fondate dagli Elimi furono Erice (Erix) la più antica, che ospitava il centro religioso sul Monte Erice della Venere Ericina), Entella, situata nell'entroterra palermitano, Iaitias su uno promontorio che domina la odierna San Giuseppe Iato, e Segesta la città dalla storia più rilevante e tumultuosa. Studi linguistici hanno riscontrato caratteristiche anatoliche nella lingua elima; altre caratteristiche anatoliche hanno trovato riscontro nelle ceramiche provenienti dai siti archeologici siciliani con evidenti affinità con le ceramiche della zona della Troade.
Alcuni studiosi hanno indagato la possibile origine ligure a partire dalla presenza di toponomi comuni alle due aree geografiche (Lerici, Segesta, Entella) e ritengono dunque gli Elimi una derivazione dell'espansione verso sud, per via terrestre o marittima, di una popolazione ligure. Tale tesi assocerebbe i resti della civiltà rintracciata in alcune grotte del trapanese a quelli tipici dell'eneolitico ligure. L'ipotesi troiana viene dunque intesa come un'assimilazione storiografica di matrice ellenica dei nuovi nemici della Grecia con i suoi avversari tradizionali.
Recenti studi sulla lingua degli Elimi restituirebbero forti affinità con le lingue Italiche.

## Siculi
I Siculi ("Sikeloi" dal nome del presunto re siculo "Sikelòs"), appartenenti a un popolo indoeuropeo di origine italica (protolatini), raggiunsero la Sicilia attorno al XV secolo a.C.
Attorno al 1000 a.C., fecero ritirare le popolazioni dei Sicani nella parte sud-occidentale della Sicilia. Diodoro Siculo riporta che le aree lasciate libere dai Sicani a seguito dell'eruzione dell'Etna furono occupate dai Siculi provenienti dalla penisola italiana e che dopo una serie di conflitti con i Sicani si giunse alla stipulazione di trattati che definivano le frontiere dei reciproci territori. Dionigi di Alicarnasso nella sua storia delle antichità romane parla dei Siculi come della prima popolazione che abitò la zona di Albalonga, dove poi sorse Roma.
Il nuovo confine territoriale fu il fiume Salso dove rimase fino all'arrivo dei Greci.
Siculo (o Sikelòs o Siculos), è il presunto Re siculo che avrebbe dato il nome al popolo Siculo e alla Sicilia (Sikelia).
La sua figura nella tradizione storiografica rimane costantemente legata alla storia del popolo Siculo che dalla penisola italiana passò in Sicilia, anche nei casi in cui si suppone che il popolo non fosse di Siculi, ma di Ausoni o di Liguri, sempre dello stesso popolo, e dello stesso re si parla. Antioco Senofaneo parla di un Siculo indistinto che sembra comparire dal nulla per dividere le genti, i Siculi dai Morgeti e dagli Itali-Enotri. 
Filisto di Siracusa, riportato da Dionigi di Alicarnasso dice che le genti le quali passarono dalla penisola italiana in Sicilia sarebbero state in realtà dei Liguri condotti da Sikelòs figlio di Italos. Servio dice che la città da lui chiamata "Laurolavinia" sorse dove già abitava "Siculos".

## Fenici
Si erano stanziati inoltre su tutta la costa occidentale, i Fenici che si riservarono i promontori sul mare e le isolette adiacenti, per il loro commercio con i Siculi.
I primi mercanti-navigatori fenici si spinsero nel Mar Mediterraneo occidentale a partire dalla fine del XII secolo a.C..
Il primo insediamento fu la fondazione di "Mtw", cioè Mozia, che si ingrandì molto ospitando i Fenici espulsi dai Greci. Archeologicamente è testimoniato un insediamento della fine dell'VIII secolo a.C..
Nel 734 a.C. coloni Fenici di Tiro avevano fondato Mabbonath, l'odierna Palermo, già abitata dai Sicani. Kfra (Solunto) fu il terzo polo delle colonie fenice in Sicilia, fondato intorno al 700 a.C. Le tre città rivestirono un ruolo di primaria importanza nei commerci con le zone circostanti e validi porti amici per le navi degli alleati Elimi.
Ma in seguito al successivo approdo degli Elleni, abbandonate quasi tutte le coste e raccoltisi in vicinanza degli alleati Elimi, si tennero Mtw (Mozia), Kfr (Solunto) e Zyz (Panormo). Il luogo scelto dai Fenici per le loro città era favorevole, sia per la vicinanza degli alleati Elimi, sia per la brevità della traversata tra Cartagine e la Sicilia da quel punto. Oltre Tucidide anche Pausania fa riferimento a queste stesse popolazioni (Fenici, Sicani, Siculi, Elimi e sostituisce però il nome "Frigi" a "Elimi").

## Morgeti
Oltre ai Cartaginesi, ai Sicani, ai Siculi ed agli Elimi, la tradizione storica ci ricorda la popolazione dei Morgeti di cui Strabone ci parla senza però precisare l'epoca della loro immigrazione in Sicilia coi Siculi e senza darci particolari di sorta; l'unica città importante di questa popolazione sarebbe quella di Morgantion il cui fondatore sarebbe stato l'eroe eponimo Morgete, si parla inoltre di una città chiamata Murganzio presso l'attuale villaggio di Agnone Bagni.